# John Bryan Ward-Perkins
John Bryan Ward-Perkins (geboren am 3. Februar 1912 in Bromley, Kent; gestorben am 28. Mai 1981 in Cirencester) war ein britischer Klassischer Archäologe und Architekturhistoriker.

## Leben und Werk
Ward-Perkins war der älteste Sohn von Bryan und Winifred Mary Ward-Perkins, geborene Hickman. Sein Vater war Verwaltungsbeamter in Indien. Ward-Perkins besuchte die Winchester School und das New College in Oxford, an dem er 1934 seinen Abschluss machte. Im Anschluss erhielt er das Craven-Reisestipendium des Magdalen College, das er zum Studium der Archäologie in Großbritannien und Frankreich nutzte und in dessen Rahmen er das erste Mal die British School at Rome besuchte. 1936 wurde er unter R. E. Mortimer Wheeler Assistent am einstigen London Museum, dessen der Stadtgeschichte Londons gewidmete Sammlung heute im 1976 eröffneten Museum of London untergebracht ist. Während der Zeit am Museum nahm er auch an der Ausgrabung der römischen Villa von Lockleys nahe Welwyn Garden City teil, deren Ergebnisse er in einem Aufsatz veröffentlichte. Am Museum beschäftigte sich Ward-Perkins vor allem mit der Sammlung zur mittelalterlichen Kunst, die er in einem eigenen Katalog 1940 vorlegte.
Im Jahr 1939 folgte er einem Ruf auf den Lehrstuhl für Archäologie an die Universität Malta. Nach nur sechs Monaten wurde diese Episode durch den bevorstehenden Zweiten Weltkrieg beendet. Während des Kriegs diente Ward-Perkins im Royal Regiment of Artillery, wiederum unter Mortimer Wheeler. Er diente zunächst bei der Monuments, Fine Arts, and Archives-Kommission, Abteilung Nordafrika, und seine ersten Aufgaben in der Armee galten dem Schutz der archäologischen Stätten von Leptis Magna und Sabratha in Nordafrika. Der Aufenthalt ab 1943 in Tripolitanien und der Kyrenaika prägte sein wissenschaftliches Interesse nachhaltig und er blieb diesem Forschungsgebiet sein Leben lang verbunden. 1943 heiratete er Margaret Sheilah Long, mit der er drei Söhne und eine Tochter bekam. Nach Ende der Kriegshandlungen in Italien war er Direktor der alliierten Unterkommission für Monuments and Fine Arts in Italien, die die durch alliierte Bombenangriffe verursachten Schäden aufnahm und dokumentierte. Er verließ die Armee im Rang eines Lieutenant Colonel.
Im Juni 1945 wurde er zum Direktor der während des Kriegs geschlossenen British School at Rome ernannt. Noch im selben Jahr war er eine der treibenden Kräfte bei der Gründung der Associazione Internazionale di Archeologia Classica, die sich 1945 konstituierte. Da in den ersten Jahren nach dem Zweiten Weltkrieg keine Ausgrabungen in Italien durch ausländische Institutionen durchgeführt werden konnten, widmete sich Ward-Perkins weiterhin der Erforschung Nordafrikas. Hier kam es zu einer fruchtbaren Zusammenarbeit mit Richard Goodchild (1918–1968), der 1946 bis 1948 als Chef der Antikensammlung in der Provinz Tripolitanien tätig war und anschließend von 1948 bis 1953 an der British School at Rom arbeitete. Als in Italien archäologische Feldforschungen wieder möglich wurden, sicherte sich Ward-Perkins die das Land betreffenden Luftbilder der britischen Luftaufklärung, um Ausgrabungen und Prospektionen gezielter planen zu können. In den 1950er Jahren wandte er sein Interesse vor allem der Fertigungstechnik, der Planung und Durchführung antiker römischer Architekturvorhaben zu und beschäftigte sich vor allem mit der Architektur der römischen Kaiserzeit und der Spätantike. Ein weiterer Schwerpunkt seiner Forschungen galt der Topographie verschiedener Städte sowie der antiken Stadtplanung der Griechen und Römer. Seine Untersuchungen zu Landnutzung und zur Identifikation des verwendeten Marmors in Architektur und Plastik waren grundlegend und veränderten Fragestellungen zu und Herangehensweise an römische Antiken dauerhaft.
1963 belebte Ward-Perkins das bereits im 19. Jahrhundert begonnene, aber zum Stillstand gekommene Vorhaben, sämtliche antiken römischen Statuen und Steindenkmäler weltweit zu erfassen und im Rahmen des Corpus Signorum Imperii Romani vorzulegen. Schon 1967 konnten die ersten Bände vorgelegt werden. Ebenfalls seiner Initiative ist die Wiederaufnahme der Arbeiten an der Tabula Imperii Romani zu verdanken. Dieses 1928 ehrgeizig begonnene Projekt zur Kartierung des gesamten Römischen Reichs war kriegsbedingt zum Erliegen gekommen. 1957 wurde es der organisatorischen Führung durch die Union Académique Internationale unterstellt. Von 1968 bis 1980 war Ward-Perkins Leiter des Projekts.
Ward-Perkins war Gastprofessor an zahlreichen Universitäten und Institutionen, unter anderem 1957 an der Universität New York und 1960 an der Universität Edinburgh, an der er die Rind Lectures hielt. Mit Axel Boëthius zusammen arbeitete er an der ambitionierten Pelican-Serie History of Art des Verlags Penguin Books, für die er den 1970 publizierten Bereich Römische Architektur im Band Etruscan and Roman Architecture bearbeitete. In einer zweiten Auflage 1981 wurde sein Beitrag als eigener Band unter dem Titel Roman Imperial Architecture veröffentlicht. 1972 verließ er die Leitung der British School at Rome und ging in den Ruhestand. John Bryan Ward-Perkins ist der Vater des Historikers Bryan Ward-Perkins.

## Mitgliedschaften und Ehrungen
- Companion des Order of St Michael and St George
- Commander des Order of the British Empire
- Mitglied der British Academy
- Mitglied der American Philosophical Society (1981)

## Publikationen
- London Museum. Medieval Catalogue. H.M. Stationery Office, London 1940.
- mit Joyce Maire Reynolds: The Inscriptions of Roman Tripolitania. British School at Rome, Rome 1952.
- mit Jocelyn Toynbee: The Shrine of St Peter and the Vatican Excavations. Longmans/Green, London 1956.
- Veii. The Historical Topography of the Ancient City. British School at Rome, London 1961.
- Landscape and History in Central Italy. 2nd J.L. Myres Memorial Lecture. B. H. Blackwell, Oxford 1965.
- mit Axel Boëthius: Etruscan and Roman Architecture. Penguin, Baltimore 1970 (Pelican History of Art. Band 32); als Einzelband in 2. Auflage erschienen unter alleiniger Autorschaft und dem Titel: Roman Imperial Architecture. Penguin Books, New York 1981.
- Cities of Ancient Greece and Italy: Planning in Classical Antiquity. G. Braziller, New York 1974.
- Roman Architecture. Harry N. Abrams, New York 1974; deutsche Übersetzung: Architektur der Römer. Belser, Stuttgart 1975; Neuauflage: Rom. Aus dem Italienischen übertragen von Hertha Balling. Deutsche Verlags-Anstalt, Stuttgart 1988 (Weltgeschichte der Architektur).
- mit Elisabeth Alföldi-Rosenbaum: Justinianic Mosaic Pavements in Cyrenaican Churches (= Monografie di archeologia libica. Band 14). L’Erma di Bretschneider, Rom 1980.
- From Classical Antiquity to the Middle Ages : Urban Public Building in Northern and Central Italy AD 300–850. Clarendon, Oxford 1984.
- Marble in Antiquity: Collected Papers of J.B. Ward-Perkins. Herausgegeben von Hazel Dodge und Bryan Ward-Perkins. Archaeological Monographs of the British School at Rome, Band 6. British School at Rome, London 1992 (hier S. 7–12 vollständiges Schriftenverzeichnis).
- Studies in Roman and Early Christian Architecture. Pindar Press, London 1994.
- mit Richard Goodchild: Christian monuments of Cyrenaica. Herausgegeben von Joyce Reynolds (= Society for Libyan Studies monograph. Band 4). Society for Libyan Studies, London 2003, ISBN 1-900971-01-1.